# Håndværkerlav
|  | Sammenskrivningsforslag Artiklen Håndværkerlav er foreslået føjet ind i Lav (organisation). (Siden april 2023) Diskutér forslaget |

Et håndværkerlav (ofte stavet laug) er en tidlig form for fagforening. Det var en sammenslutning af håndværkere i samme fag. De arbejdede kooperativt og endte med stor magt.
Lavene bestemte antallet af de mestre, der var plads til i byerne. De var også med til at bestemme, hvem der kunne blive udlært i deres håndværk. Lavene sikrede den enkeltes vilkår ved at holde konkurrencen nede.